# Song-Naba
Song-Naba est une commune rurale située dans le département de Yako de la province du Passoré dans la région Nord au Burkina Faso.

## Géographie
Song-Naba se trouve à 7 km à l'ouest du centre de Yako, le chef-lieu de la province. La localité est traversée par la route régionale 21 qui rejoint à Yako les routes nationales 2 et 13.

## Santé et éducation
Song-Naba accueille un centre de santé et de promotion sociale (CSPS) tandis que le centre médical avec antenne chirurgicale (CMA) de la province se trouve à Yako. Depuis 2015, le CSPS du village utilise le programme Integrated e-Diagnostic Approach couplé aux tablettes pour certains diagnostics simples (fréquence respiratoire et fiches de santé) lors des consultations médicales pour les enfants.